# Etnopsihologija
Etnopsihologija je naučna disciplina koja se bavi izučavanjem psihologije naroda, kulturnih i socijalnih grupa. Nastala je kao interdisciplinarno potpolje u okviru antropologije sa ciljem da proučava interakciju kulturnih i mentalnih procesa i da se fokusira na načine na koji se ljudi razvijaju i okupljaju u određenu kulturnu grupu - sa sopstvenom istorijom, jezikom, praksom i kako konceptualnim kategorijama - oblikuju procese ljudske spoznaje, emocije, percepciju, motivaciju i mentalno zdravlje. Takođe etnopsihologija ispituje kako ogranićeno razumevanje kognicije, emocija, motivacija i slični psihološki procesi informišu ili ograničavaju čoveka u kulturnim i društvenim procesima. Svaka škola psihološke antropologiji ima svoj zasaban pristup i metode istraživanja.

## Istorija
Jovan Cvijić je prvi među Srbima koji je bio začetnik etnopsihologije. On je razmatrajući psihičke osobine naroda, sastavio obimnu studiju Balkanskog poluostrva i južnoslovenskih zemalja. U svom prvom delu on se bavio geomorfologijom balkanskih prostora koja spada u oblast geografije, dok je drugom delu pod naslovom „Psihičke osobine Južnih slovena“ predstavlja opis najraznovrsnijih psihičkih osobina slovenskih naroda na Balkanu. Njegovo delo nastalo je kao rezultat terenskog istraživanja, odnosno putovanja po Balkanu koja je sproveo tokom leta od 1887. do 1915. godine (vreme kada su se na prostoru Kneževime i Kraljevine Srbije dešavale razne političke turbulencije. Cvijić je u svojim istraživanjima istakao: 
„Geografska sredina ne utiče ne samo na opšti tok istorije, na raspored raznih civilizacija, na migracije, na etničku podelu, položaj i tip naselja već isto tako neposredno ili posredno ona utiče i na psihičke osobine stanovništva“
 Time se posmatranjem geneze i razvoja, Cvijić se dotakoa psihičkih osobina koje su sa javile pod pod uticajem geografske sredine (reljefa, klime itd.) Cvijića se time predstavio ne samo kao osnivač antropogeografske škole kod Srba, nego i etnopsihologije. Potom su ga sledili i neki drugi naučni autoriteti. Na osnovu razlika u psihičkom životu, južne Slovene je Cvijić podelio u četiri glavne grupe: dinarski, centralni, istočno-balkanski i panonski tip i u okviru njih izdvojio razne varijetete.

Pord Cvijića ovom problematikom bavio se i Vladimir Dvorniković, koji se za razliku od Cvijića, prvi bavio pogledom na tadašnja dostignuća iz psihologije i psihoanalize, kao i karakterologije naroda, i praktičnom primenom tih saznanja na Jugoslovenski narod. Njegovo delo predstavlja jednu relativno detaljnu celinu o etnopsihološkim dostignućima toga vremena, u kome je Dvorniković otvoren za moderne psihoanalitičke teorije što pokazuje tvrdnja: 
„Karakter nije sinteza samo svesnih nego, još više, i nesvesnih komponenata psihe, i zato moderna karakterologija ne može da radi bez pojmova kao što su nesvesno, atavistička dispozicija, rezidue itd. - bez obzira na nazive koji će se tim pojmovima dati.“
 I za razliku od Cvijića Dvorniković je:
...za svaki od svojih psihičkih tipova nabrajao razne vrste psihičkih osobina...pokušavajući da za svaki aspekt ispoljavanja psihičkog života Jugoslovena odredi u kojoj meri se koje nijanse tih osobina pokazuju.
Etnopsihologija nakon pada socijalizma ponovo oživljava, kao i mnoge druge nauke u Evropi, uključujući  i Srbiju, koja kao svoju polaznu tačku uzima radove „etnopsiholoških prvenaca“ o kojima je već napisano. 
Etnopsihologija koj oživljava i svoju naučnost počinje da se potvrđuje u radovima Žorža Deverea koji se u velikoj meri oslanja na Frojdovu psihoanalizu i druge psihološke teorije koje dalje razrađuje dovodeći ih u vezu sa etnološkim pojmovima kao što su akulturacija, enkulturacija itd.
Među ličnosti za razvoj etnopsihologije ubrahjaju se  Margaret Mead, Ruth Benedict, Abram Kardiner i Ralph Linton.
- Margaret Mead
- Ruth Benedict

## Opšta razmatranja
Etnopsihologija je mlada naučna oblast koja je počela da se razvija tek u drugoj polovini 20. veka. Pod tim imenom ne treba razumeti samo jednu „vrstu karakterologije naroda, niti se ona bavi istraživanjem duševnih osobina različitih naroda, i ispitivanje njihovih intelektualnih i moralnih sposobnosti, njihovih nazora i proizvoda, ili njihove politike, kulture, religije, umetnosti, literature itd, već je etnopsihologija samostalna psihološka oblast u oblasti takozvanih duhovnih nauka.
Razlike između etnologije i etnopsihologije
I dok je etnologija prvenstveno grana istorije, koja se bavi pitanjem o poreklu naroda, problemom njihovih osobina i njihovog širenja po svetu, ali ne i njihovim duševnim karakteristikama koje za istoriju imaju samo podređeno značenje, etnopsihologija, se suprotno, bavi prvenstveno istraživanjem psihičkih karakteristika. 
Iako se etnopsihologija oslanja na etnologiju, njena interesovanja su usmeren na duhovni razvoj. Koji sa stanovišta etnopsihologije treba da proučava odnosno fundira duhovne neuke. 

Razlika između etnologije i etnopsihologije može se prikazati na sledećem primeru: 
Dva naroda mogu imati istu etnološku genealogiju, i uprkos tome jedan od njih može biti „kulturan” a drugi primitivan; drugim rečima, moguć je slučaj da su neki narodi etnološki srodni, a da psihološki spadaju u sasvim različita područja.

## Literatura
- Bojan, Jovanović (2002). Karakter kao sudbina : studije iz etnopsihologije. Kraljevo: Narodna biblioteka "Stefan Prvovenčani". ISBN 978-86-83047-16-1. OCLC 447399359.
- Dušan Nedeljković, „O metodi etnopsihologije“, u: Južni pregled, sveske za maj, juni i juli, Skoplje, 1932, separat.
- Bojan Jovanović, „Heuristički izazov etnopsihologije“, u: Bojan Jovanović, Etnopsihologija danas, zbornik radova, Dom kulture „Studentski grad“, Beograd, 1991,
- Jovan Cvijić, Balkansko poluostrvo i južnoslovenske zemlje, Zavod za izdavanje udžbenika socijalističke republike Srbije, Beograd, 1966.
- Adamski Wojciech, Balon Jarosław i inni, Popularna Encyklopedia Powszechna, Grupa Wydawnicza Bertelsmann Media, Kraków 2001, t.4 s. 152,  83-85719-60-1

## Spoljašnje veze
- Slobo Borise etnopsihologija - Blog b92